# Schmitt-trigger

Het effect van het gebruik van een Schmitt trigger (B) in plaats van een comparator (A).

Symbolen voor schmitt-triggers: links niet-inverterend, rechts inverterend. Boven de "ouderwetse" symbolen, onder de genormeerde IEC-symbolen.

Een schmitt-trigger is in de elektronica een comparatorschakeling die twee spanningsdrempels heeft: wanneer de ingangsspanning het bovenste niveau overschrijdt, krijgt de uitgang het logische niveau "hoog", maar pas wanneer de ingangsspanning zakt onder het onderste niveau, wordt de uitgang weer "laag". Deze hysterese vindt vele toepassingen. De schmitt-trigger is uitgevonden door Otto Schmitt in 1934.

## Werking
De schmitt-trigger werkt met twee spanningsdrempels, namelijk een bovenste(Ut+) en onderste drempel(Ut-). De spanningswaarden van deze drempels zijn bij de meeste schmitt-triggers gestandaardiseerd, maar sommige types kunnen verschillen.
De schmitt-trigger zal een laag logisch niveau geven aan zijn uitgang als de spanningswaarde aan de ingang onder de bovenste drempel blijft. Als de spanning toch stijgt tot boven de bovenste drempel, dan zal het logisch niveau aan de uitgang hoog gemaakt worden. Het logisch niveau aan de uitgang zal hoog blijven tot de spanningswaarde aan de ingang terug zakt onder de onderste drempel. Als dit gebeurt, zal het logisch niveau aan de uitgang terug laag worden. In de figuur hiernaast is te zien wat dit betekent en wat het grootste verschil is met een "gewone" comparator. Vooral wanneer het signaal enige ruis bevat, of het denderen in schakelcontacten optreedt, voorkomt het gebruik van een schmitt-trigger het veelvuldig omklappen van het uitgangssignaal. Ook in regelsystemen (bijvoorbeeld een thermostaat) is enige hysterese vaak gewenst om te voorkomen dat apparatuur veelvuldig wordt in- en uitgeschakeld.
Er bestaan normale en geïnverteerde Schmitt-triggers. Het verschil met de normale uitvoering is dat de uitgang van de geïnverteerde schmitt-trigger het omgekeerde logische niveau aan de uitgang geeft. Hiertoe wordt inwendig een extra inverter aan de uitgang geschakeld. In de meeste toepassingen wordt de inverterende schmitt trigger gebruikt.

## Astabiele multivibrator
Een belangrijke toepassing van de inverterende schmitt-trigger is de astabiele multivibrator. Deze toepassing maakt een blokgolf, gebruikmakend van de schmitt-trigger.
In deze schakeling wordt er tussen de ingang en de massa een condensator geschakeld. Ook de uitgang zal worden teruggekoppeld naar de ingang via een regelbare weerstand. Met deze schakeling zal de condensator voortdurend opladen tot de bovenste drempel en vervolgens ontladen tot de onderste. Dit wil zeggen dat het logisch uitgangsniveau van de schmitt trigger voortdurend zal verspringen van hoog naar laag en andersom. Dit gebeurt met een vaste periode die in te stellen is met de regelbare weerstand. Deze klokpuls (blokgolf) kan gebruikt worden in onder andere digitale schakelingen.